# ماریانو آکوستا، بوئنوس آیرس
ماریانو آکوستا (به اسپانیایی: Mariano Acosta) شهری در کشور آرژانتین، استان بوئنوس آیرس است که در سال ۲۰۰۹ میلادی، حدود ۵۴٬۰۸۱ نفر جمعیت داشته است.